# Copelatus galapagoensis
Copelatus galapagoensis är en skalbaggsart som beskrevs av G. R. Waterhouse 1845. Copelatus galapagoensis ingår i släktet Copelatus och familjen dykare. Inga underarter finns listade i Catalogue of Life.